# Greatest Hits (album d'Elton John)
Pour les articles homonymes, voir Greatest Hits.
Albums de Elton John
Caribou
(1974) Captain Fantastic and the Brown Dirt Cowboy
(1975)
Greatest Hits est la première compilation du chanteur britannique Elton John, sortie en novembre 1974.
Elle regroupe dix chansons à succès du chanteur sorties en single entre 1970 et 1974 et tirées des albums Elton John, Honky Château, Don't Shoot Me I'm Only the Piano Player, Goodbye Yellow Brick Road et Caribou.

## Succès commercial
La compilation remporte un énorme succès, notamment aux États-Unis où elle reste en tête du Billboard 200 durant dix semaines consécutives et réalise la meilleure vente d'albums de l'année en 1975, succédant à un autre album d'Elton John, Goodbye Yellow Brick Road, meilleure vente annuelle en 1974,. Toujours aux États-Unis, elle est certifiée 17 fois disque de platine pour 17 000 000 d'exemplaires vendus.
Au Canada elle est disque de diamant pour 1 000 000 de ventes. 
Avec 24 000 000 d'exemplaires écoulés dans le monde, ce premier Greatest Hits est l'album de le plus vendu de la carrière d'Elton John,.

## Distinctions
En 1976, Greatest Hits remporte le Prix Juno de l'album international de l'année (Juno Award for Best Selling International Album).
La compilation occupe la 136e place dans le classement des 500 plus grands albums de tous les temps (The 500 Greatest Albums of All Time) établi par le magazine américain Rolling Stone en 2003.

## Liste des chansons
Édition originale internationale
Toutes les chansons sont écrites et composées par Elton John et Bernie Taupin
| 1. | Your Song                             | 4:00 |
| 2. | Daniel                                | 3:53 |
| 3. | Honky Cat                             | 5:12 |
| 4. | Goodbye Yellow Brick Road             | 3:14 |
| 5. | Saturday Night's Alright for Fighting | 4:55 |

| 6.  | Rocket Man (I Think It's Going to Be a Long, Long Time) | 4:40 |
| 7.  | Candle in the Wind                                      | 3:41 |
| 8.  | Don't Let the Sun Go Down on Me                         | 5:33 |
| 9.  | Border Song                                             | 3:19 |
| 10. | Crocodile Rock                                          | 3:56 |

NoteSur l'édition originale nord-américaine, Candle in the Wind est remplacée par Bennie and the Jets. Les deux chansons apparaissent ensemble sur la compilation avec l'édition CD sortie dans les années 1990.

## Classements hebdomadaires
| Classement                    | Meilleure place |
| ----------------------------- | --------------- |
| Allemagne (Media Control AG)  | 43              |
| Australie (ARIA)              | 1               |
| Canada (RPM Top Albums)       | 1               |
| États-Unis (Billboard 200)    | 1               |
| Norvège (VG-lista)            | 3               |
| Nouvelle-Zélande (RIANZ)      | 2               |
| Pays-Bas (Mega Album Top 100) | 16              |
| Royaume-Uni (UK Albums Chart) | 1               |

## Certifications
| Pays                  | Certification | Unités certifiées | Date de certification |
| --------------------- | ------------- | ----------------- | --------------------- |
| Canada (Music Canada) | Diamant       | 1 000 000         | 19 octobre 1988       |
| États-Unis (RIAA)     | 17 × Platine  | 17 000 000        | 28 avril 2016         |
| Royaume-Uni (BPI)     | Platine       | 300 000           | 1er février 1975      |